# Volker Röhrich
Volker Röhrich (* 14. Juli 1965 in Wismar) ist ein ehemaliger deutscher Fußballspieler und späterer -trainer. In der höchsten Spielklasse des DDR-Fußballs, der Oberliga, spielte er für den F.C. Hansa Rostock.

## Sportliche Laufbahn

### Gemeinschafts-, Club- und Vereinsstationen
Röhrich wechselte 1978 von der TSG Wismar zum F.C. Hansa Rostock in den Nachwuchs. In der Spielzeit 1983/84 der Oberliga debütierte der Angreifer in der der höchsten Spielklasse im DDR-Fußball.
In der Saison 1985/86 stieg er mit Hansa in die DDR-Liga ab und schaffte in der Folgesaison den sofortigen Wiederaufstieg. Dazu steuerte der Stürmer 17 Treffer bei. In der letzten eigenständigen Spielzeit des ostdeutschen Fußballs 1990/91 gewann Röhrich mit Rostock sowohl die Meisterschaft als auch den FDGB-Pokal. Im Meisterjahr kam Röhrich auf 24 Einsätze in der Oberliga.
Insgesamt absolvierte Röhrich für den FC Hansa 123 Oberliga- und 23 Liga- sowie 19 Pokalspiele. Dabei erzielte er 32 Oberliga-, 17 Liga- und elf Pokaltore. In der Saison 1989/90 spielte Röhrich zusätzlich zweimal im UEFA-Pokal. In der Erstrundenpaarung gegen Baník Ostrava stand er die vollen 90 Minuten auf dem Platz und schied mit Hansa nach zwei Niederlagen (2:3 und 0:4) aus dem Wettbewerb aus.
Im November 1991 wechselte Röhrich zum SC Fortuna Köln in die 2. Bundesliga, nachdem er im Sommer ein Vertragsangebot von Rostock abgelehnt hatte. Köln, zum damaligen Zeitpunkt Tabellenletzter, bezahlte 150.000 D-Mark Ablöse für Röhrich. Mit Köln beendete er die erste gesamtdeutsche Saison auf dem vorletzten Tabellenplatz, was den sportlichen Abstieg bedeutet hätte. Durch den Lizenzentzug von Blau-Weiß 90 Berlin zog Fortuna Köln jedoch in die Relegation ein und setzte sich hier durch. In der Folgesaison erreichte er mit Fortuna den sechsten Tabellenplatz. Nach zwei kompletten Saisons bei Fortuna Köln spielte Röhrich zu Beginn der Saison 1993/94 noch fünf Partien. Damit lief er 37 mal für die Fortuna auf und erzielte hierbei neun Treffer.
Anfang September wechselte er zu Arminia Bielefeld in die Oberliga und erreicht dort einen dritten Tabellenplatz. Nach nur einer Saison bei den Ostwestfalen ging er im Sommer 1994 zum Parchimer FC.

### Auswahleinsätze
Zwischen 1984 und 1985 gehörte der Hansa-Angreifer zum Kader der DDR-Nachwuchsauswahl. In elf Einsätzen gelangen ihm für die ostdeutsche U-21 drei Treffer.
Beim letzten Auftritt einer DDR-B-Nationalelf stand Röhrich in der Startelf. Beim 2:1-Sieg in Schottland ging er nach 77 Minuten vom Platz.

## Trainerlaufbahn
Nach dem Ende seiner Spielerlaufbahn erwarb Röhrich die B- und C-Trainerlizenz und trainierte den SV Warnemünde Fußball, in Ribnitz-Damgarten und den TSV Graal-Müritz 1926. 1999 wurde er mit Warnemünde Meister der Verbandsliga Mecklenburg-Vorpommern und stieg in die Oberliga Nordost (Staffel Nord) auf.

## Erfolge

### Als Spieler
- NOFV-Meister: 1991  (FC Hansa Rostock)
- FDGB-Pokalsieger: 1991 (FC Hansa Rostock)

### Als Trainer
- Meister in der Fußball-Verbandsliga Mecklenburg-Vorpommern 1999  (SV Warnemünde)
- Aufstieg in die Fußball-Oberliga Nordost 1999 (SV Warnemünde)

## Privates
Volker Röhrich ließ sich zum Dienstleistungs-Fachwirt ausbilden und ist in der Hotelbranche tätig. Er ist Vater einer Tochter.